# Міжнародна допоміжна мова
Міжнародна допоміжна мова — мова, поряд із рідною мовою, призначена для спілкування між людьми з різних країн, які не мають спільної рідної мови. Допоміжною мовою в першу чергу є іноземна мова. Ця мова часто належить тим країнам чи регіонам, які внаслідок історичних подій виграли війну, або домінуючим силам у колоніях та регіонах. Це мова-посередник, яка використовується народами багатонаціональної держави для взаємного спілкування: наприклад, російська мова як засіб спілкування в СРСР. Відрізняється від міжнародної мови тим, що її використовують принаймні у межах однієї держави.
В основному у світі статусом світової міжнародної користується мова англійська — і також найпоширеніші мови Землі: іспанська, французька та частково німецька.
В окремих регіонах Землі роль мови міжнародного спілкування на регіональному рівні відіграють французька, арабська й іспанська. У Центральній Африці таку ж функцію прийняли мови хауса та суахілі.
Мова набуває статусу мови міжнародного спілкування, як правило, завдяки історичним передумовам.